# Shutout
Shutout ist ein Begriff, der vorwiegend im Eishockey verwendet wird, wenn ein Torhüter in einem Spiel ohne Gegentor geblieben ist. Dies ist eine bedeutsame Leistung für einen Eishockeytorhüter, da die Shutouts auch in den Statistiken erscheinen. Ein Shutout wird als solches nur gezählt, wenn der Torhüter während des gesamten Spiels auf dem Eis war. Wurde während des Spiels der Torhüter gewechselt, zählt das Shutout als Team-Shutout, taucht aber nicht in den Einzelstatistiken der beiden Spieler auf. Endet ein Spiel 0:0, erhalten die Torhüter beider Teams ein Shutout. In Ligen, in denen bei Unentschieden ein Penaltyschießen ausgetragen wird, wird im Falle eines 0:0 nach regulärer Spielzeit gewöhnlicherweise dem Torhüter der siegreichen Mannschaft ein Shutout zugesprochen (auch wenn er beim Penaltyschießen Gegentore zulässt). Der Torhüter der unterlegenen Mannschaft verliert sein Shutout. Den Rekord mit den meisten Karriere-Shutouts der NHL hielt bis zum 21. Dezember 2009 Terry Sawchuk mit 103 Shutouts zwischen 1951 und 1970, ehe ihn Martin Brodeur mit dem 104. Shutout seiner Karriere übertraf und nun Rekordhalter ist. Dritter ist George Hainsworth mit 94 Shutouts.
Analog zum Eishockey wird der Shutout in der verwandten Sportart Unihockey bzw. Floorball verwendet, wenn der Torhüter ohne Gegentor geblieben ist.
Der Begriff Shutout wird auch in anderen Sportarten, wie z. B. im Baseball verwendet, wenn ein Team keinen einzigen Run (und somit Punktgewinn) der Gegner zulässt. Ähnliches gilt im American und Canadian Football. Von dort aus hat der Begriff Shutout schon sehr früh Einzug in den amerikanischen Fußball gehalten, wobei er eine ähnliche bzw. fast gleiche Bedeutung hat wie im Eishockey.
Im Fußball ist für einen Zu-null-Sieg stattdessen der Begriff Weiße Weste oder (aus dem Englischen) clean sheet gebräuchlich. Beim Cricket, Darts oder Snooker wird von einem whitewash gesprochen.